# Roméo Antoniotti
Roméo Antioniotti, né le 6 janvier 1914 à Cassis et mort le 23 avril 1990 à Marseille,  est un résistant français, Compagnon de la Libération.

## Décorations
Compagnon de la Libération